# Marsilea crotophora
Marsilea crotophora är en klöverbräkenväxtart som beskrevs av David Mark Johnson. Marsilea crotophora ingår i släktet Marsilea och familjen Marsileaceae. Inga underarter finns listade.